# Max Gutzwiller
Max Gutzwiller (* 1. Oktober 1889 in Basel; † 6. Februar 1989 in Murten, katholisch, heimatberechtigt in Therwil und Basel) war ein Schweizer Jurist.

## Leben
Max Gutzwiller wurde am 1. Oktober 1889 in Basel als Sohn des Bankiers Carl Gutzwiller und der Frauenrechtlerin Emilie Gutzwiller-Meyer geboren. Gutzwiller absolvierte ein Studium der Rechte an den Universitäten Basel, Freiburg, ab 1908 Berlin sowie ab 1911 Bonn, das er ebendort mit dem Erwerb des akademischen Grades eines Dr. iur. abschloss.
In der Folge hatte er von 1921 bis 1926 sowie 1937 bis 1956 den Lehrstuhl für Römisches Recht und von 1925 bis 1926 sowie 1937 bis 1956 den für Internationales Privatrecht an der Universität Freiburg im Üechtland inne. Dazu wirkte er von 1926 bis 1936 als ordentlicher Professor für Deutsches Privatrecht und Römisches Recht an der Ruprecht-Karls-Universität in Heidelberg. 1946 gründete Gutzwiller die Reihe „Arbeiten aus dem Iuristischen Seminar der Universität Freiburg“, mit der Kurzform (AISUF). Daneben fungierte er von 1949 bis 1970 als Redakteur und Herausgeber der Zeitschrift für Schweizerisches Recht.
Max Gutzwiller heiratete in erster Ehe 1921 die deutsche Staatsbürgerin Gisela geborene Strassmann, sie hatten den Sohn Hellmut Gutzwiller; in zweiter Ehe die gebürtige Luzernerin Anne Marie geborene Meyer. Er verstarb am 6. Februar 1989 99-jährig in Murten.

## Wirken
Während seiner akademischen Karriere lehrte Max Gutzwiller Römisches Recht auf Französisch und Deutsch. Besondere Anerkennung fand er auf dem Gebiet des Internationalen Rechts. Gutzwiller gehörte der Vereinigung für Internationales Recht an und präsidierte die Konferenz von Luzern von 1952. 1951 und 1956 vertrat er die Schweiz an den Sessionen der Haager Konferenz für Internationales Privatrecht. 1947 wurde er als Mitglied in das Institut de Droit international aufgenommen.
Max Gutzwiller gilt als einer der geistigen Väter des Übereinkommens der Vereinten Nationen über Verträge über den internationalen Warenkauf von 1980. 1959 wurde ihm die Ehrendoktorwürde der Universität Amsterdam zuteil.

## Werke (Auswahl)
- Das Büchlein der Einsichtigen, 1941
- Die Genossenschaft im Spiegel der bundesgerichtlichen Judikatur, 1943
- Elemente der Rechtsidee. Ausgewählte Aufsätze und Reden, hrsg. von Anton Heini, 1964
- Geschichte des Internationalprivatrechts. Von den Anfängen bis zu den grossen Privatrechtskodifikationen, 1977
- Siebzig Jahre Jurisprudenz, 1978, Neuauflage 1989